# The Big Stampede
The Big Stampede è un film del 1932 diretto da Tenny Wright.
È un film western statunitense con John Wayne, Noah Beery e Paul Hurst.
The Big Stampede è il remake di The Land Beyond the Law del 1927 e fu rifatto ancora una volta con il titolo Land Beyond the Law nel 1937.

## Produzione
Il film, diretto da Tenny Wright su una sceneggiatura di Kurt Kempler con il soggetto di Marion Jackson, fu prodotto da Leon Schlesinger e Albert S. Rogell (associato) per la Leon Schlesinger Studios e girato nel Warner Ranch a Calabasas e nel Miller and Lux Ranch a Dos Palos, in California.

## Distribuzione
Il film fu distribuito negli Stati Uniti dall'8 ottobre 1932 al cinema dalla Warner Bros. Pictures]) (con il nome Vitagraph Pictures Inc.).
Alcune delle uscite internazionali sono state:
- nel Regno Unito nel marzo del 1933
- in Finlandia il 19 marzo 1933
- in Francia il 20 giugno 1951 (La grande panique)
- in Germania (Die Grosse Stampede)
- in Grecia (O arhon ton oreon)